# Rugops
Rugops primus (Betyder "Första skrynkliga ansiktet") var en köttätande dinosaurie som levde för 95 milj. år sedan i Afrika ( Niger ). Den var troligtvis medlem i familjen Abelisaurider, och släkt med bland annat Carnotaurus och Majungatholus m.fl.

## Upptäckt
En forskargrupp ledd av Paul Sereno arbetade med grävning i Saharaöknen år 2000 när man hittade fossilet. Det mesta av fyndet härrör till skallen, som har typiska drag för Abelisaurider. 
Fossilet av Rugops är ett fynd som ger forskarna nya uppfattningar om hur landmassorna som bildade Gondwana särade på sig för miljontals år sedan. Innan Rugops hittades kände man inte till några Abelisaurider från Afrika, men nu kan forskarna ana att det kan ha tagit sådan tid med kontinenternas rörelse att dinosaurier kunnat vandra över återstående landmassor som fortfarande förband kontinenterna innan Afrika skiljdes helt från övriga Gondwana.

## Beskrivning
Rugops blev troligtvis upp till 9 meter lång. Man känner inte till något om dess framben, men det är troligt att de var små, liksom andra abelisaurider. Skallen av Rugops är olik många andra köttätande dinosauriers. Den ger ett bräckligt utseende, och dess yta är täckt med fåror, som kanske lett blodkärl. På nosen finns två rader med håligheter som kanske utgjort fäste för kammar eller horn av keratin. Rugops huvud har korta käkar, liknande Carnotaurus, men med trubbigare nostipp. Liksom många andra Abelisaurider hade Rugops små tänder, och käkarna tros inte ha varit lämpade för att krossa ben, som hos de obesläktade Tyrannosauriderna. Rugops kan ha varit en asätare, då dess käft och tänder förefaller vara mer utformade för det. 

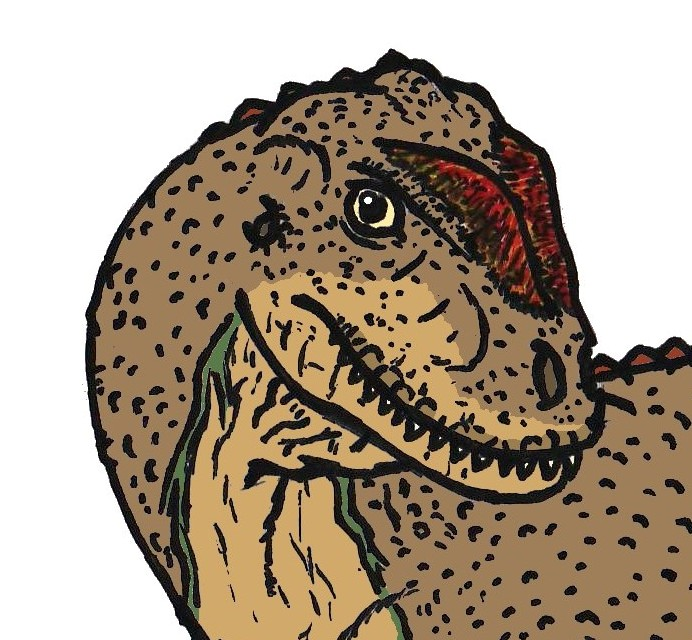
Närbild av Rugops huvud